# Cirse d'Angleterre
Cirsium dissectum
Espèce
Le Cirse d'Angleterre (Cirsium dissectum) est une espèce de plante à fleurs de la famille des Astéracées.
Ce sont des plantes vivaces.